# یونکرس ئی‌اف ۰۰۹
یونکرس ئی‌اف ۰۰۹ (به انگلیسی: Junkers EF 009) یک هواگرد ساختِ کارخانهٔ یونکرس در کشور آلمان است. نخستین استفاده‌کنندهٔ این هواپیما نیروی هوایی آلمان نازی بوده‌است.